# 33100 Udine
33100 Udine è un asteroide della fascia principale interna. Scoperto nel 1997, presenta un'orbita caratterizzata da un semiasse maggiore pari a 2,3293072 UA e da un'eccentricità di 0,0645668, inclinata di 6,82261° rispetto all'eclittica.
Fa parte della famiglia di asteroidi Vesta.
L'asteroide è dedicato alla città di Udine, in particolare il numero 33100 è il suo Codice di avviamento postale.